# Badger (Dakota Południowa)
Badger – miasto w Stanach Zjednoczonych, w stanie Dakota Południowa, w hrabstwie Kingsbury.